# 科莫-馬加里馬縣
6°03′43″S 142°51′18″E / 6.062°S 142.855°E
科莫-馬加里馬縣（英語：Komo-Magarima District），是巴布亞新畿內亞的縣份之一，位於新畿內亞島東部，由赫拉省負責管轄，首府設於馬加里馬，面積3,928平方公里，2011年人口132,746，人口密度每平方公里34人。